# Inhalt
Ein Inhalt (englisch content) ist etwas, das sich entweder in einem füllbaren Behältnis befindet oder von einer Form umschlossen bzw. in ihr enthalten ist. Der Begriff umfasst sowohl physische Inhalte (beispielsweise der Wein in einer Weinflasche), messbare Eigenschaften (beispielsweise die Kubatur eines Bauwerks) als auch nicht physische (abstrakte) Inhalte (beispielsweise der Inhalt eines Buches, eines Schriftstücks oder eines Datenspeichers). Physische Inhalte sind materielle Güter, die sich in einem Behälter befinden, etwa zur Lagerung oder für den Transport. 
Bei nicht-physischen Inhalten handelt es sich meist um Daten, Informationen oder um Wissen, Erfahrungen und Meinungen. Sie können beispielsweise in einer Datei, Nachricht oder einem Bild enthalten sein oder auch durch Literatur oder ein Kunstwerk vermittelt werden. Medieninhalte, insbesondere die der Neuen Medien, erfassen den Informationsgehalt, für den auch der Anglizismus „Content“ (englisch für „Inhalt, Gehalt“) benutzt wird.

## Wortherkunft
Das Wort Inhalt existierte im Mittelhochdeutschen noch nicht, sondern kann erst im 14. Jahrhundert nachgewiesen werden, als es am 30. Januar 1393 „nach inhaldung diesz brieffes“ vorkam. Danach erschien es als „innehalt“ in einer Verkaufsurkunde des Riedesel Bellersheim aus dem Jahre 1440. In einer Urkunde aus 1448 des Kurfürsten Friedrich II. ist von „Inhaldung“ die Rede. Im Ostfriesischen Urkundenbuch von 1492 wird es als Urkundeninhalt erwähnt („des in orkonde … synt hyrup gemaket 2 nottulen gelicks inneholdes“). Der „jnhalt“ eines Vertrags kam erstmals 1499 in den Urkunden zur Geschichte des Schwäbischen Bundes vor. Zunächst schien sich der Begriff mit seinen verschiedenen Wortformen inhalt, inhald, innehaldt, innehold, inholde in der Rechtssprache für den Inhalt eines Briefes oder einer Urkunde zu spezialisieren, wobei diese Wortformen auf eine gemeinsame Wurzel mit dem Ausdruck „inne halten“ hindeuten.
Friedrich Esaias Pufendorf erwähnte 1770 den „inhold“ im Zusammenhang mit der Renovierung der Religion durch die Reformation. Ersichtlich erwähnte erstmals der Lexikograf Johann Christoph Adelung im Jahre 1775 die verschiedenen Bedeutungsvarianten.

## Heutige Begriffsbedeutung und Begriffsverwendung
Der Inhalt ist ein abstrakter, polysemer Begriff mit verschiedenen mehrdeutigen Bedeutungsvarianten. Neben seinen physischen, messbaren oder nicht physischen Varianten kann auch der qualitative und der quantitative Aspekt eine Rolle spielen. Beim qualitativen Aspekt ist die Frage nach dem wesentlichen zweckbestimmten Inhalt zu beantworten (Rangordnung), beim quantitativen steht die Frage der Inhaltsmenge im Vordergrund. Inhalte sind für Interessenten unzureichend, wenn die Qualität und/oder Quantität nicht den Anforderungen entspricht, und überflüssig, wenn sie entsprechend die Anforderungen übersteigen.
Häufig ist mit dem Inhalt die Bedeutung im Gegensatz zur äußerlichen Form gemeint. Diese ideelle Art von Inhalt wird unter Umständen auch als Aussage, Gegenstand oder Thema bezeichnet. Die Reduktion des Inhalts auf seinen wesentlichen Kern führt zum aristotelischen Begriff der Essenz und insbesondere der Quintessenz („Kernaussage“). Die Frage, welches der wesentliche Inhalt ist, hängt stark vom Kontext, speziell dem Interesse und Vorwissen des Fragenden ab. Die Frage nach dem eigentlichen Inhalt im Allgemeinfall ist unter anderem Gegenstand der Philosophie. Die Antwort ist eng verbunden mit der Frage nach der Bedeutung und Bewertung des Inhalts. In der Ästhetik stellt sich beispielsweise die Frage nach dem Verhältnis zwischen Inhalt und Form:

„kommt bei dem Werte eines Kunstwerkes als solchen etwas wesentlich auf die Beschaffenheit des Inhaltes, den es darstellt, den Wert der Idee, die sich darin ausspricht, nicht vielmehr Alles auf die Form an, in welcher der Inhalt sich darstellt“

Gelegentlich sind mit dem Inhalt auch ein Fassungsvermögen (etwa die elektrische Kapazität), eine Größe (Umfang) oder ein Anteil gemeint. Diese Inhalte lassen sich exakt definieren, der entsprechende Zweig in der Mathematik ist die Maßtheorie. In der Geometrie steht Inhalt oft kurz für den Flächeninhalt (die Fläche) einer ebenen Figur oder den Rauminhalt (das Volumen) eines Körpers. In der mathematischen Fachsprache unterscheidet man in diesem Zusammenhang zwischen dem Jordanschen Inhalt (siehe auch Riemann-Integral) und dem allgemeiner anwendbaren Lebesgue-Integral.
Die adjektivische Verwendung inhaltlich zielt auf eine Unterscheidung zur äußeren Form ab (formal oder äußerlich). Als inhaltslos oder inhaltsleer wird etwas Bedeutungsloses ohne wesentliche Aussage bezeichnet, inhaltsschwer sind dagegen die mit (zu) viel Inhalt versehenen Texte.

## Beschreibung von Begriffen
In Wissenschaft, Technik, Wirtschaft, Verwaltung und im Alltag erleichtern Begriffe die Verständigung. Für die Beschreibung von Begriffen sind Begriffsinhalt und Begriffsumfang von grundlegender Bedeutung. Nach DIN 2342 (2011-08) beschreibt in der Terminologielehre der Begriffsinhalt (Intension) die Gesamtheit der Merkmale eines Begriffs. So besteht beispielsweise der Begriffsinhalt des Parallelogramms aus den Merkmalen „Viereck“ und „parallele, gegenüberliegende Seiten“. Zu einem gegebenen Zeitpunkt kann die Anzahl der Begriffsmerkmale nicht verändert werden, ohne auch gleichzeitig den Begriff zu verändern. Dadurch ermöglicht die Gesamtheit der Merkmale auch die Abgrenzung eines Begriffs gegenüber anderen Begriffen mit größerem, kleineren oder abweichenden Begriffsinhalt. Je größer der Begriffsinhalt ist, umso genauer ist er spezifiziert und umso kleiner ist sein Begriffsumfang und umgekehrt. Nach DIN 2342 ist der Begriffsumfang (Extension) die Gesamtheit der Unterbegriffe eines Begriffs auf derselben Hierarchiestufe.
Ein Begriffsinhalt ist „ungenügend“, wenn er weniger, und „übertrieben“, wenn er mehr Merkmale enthält als zu seiner ausreichenden Definition gehört. Da jeder Begriff durch seinen Begriffsinhalt in eindeutiger Weise definiert wird, kann kein Begriff mehr als eine einzige Definition besitzen. Ideologisch polyseme Begriffe im politischen Wortschatz der DDR und BRD zeigten, dass sich die semantische Differenz auf den Begriffsinhalt (Denotation) oder die Bewertung der Sachvorstellung (Konnotation) oder beides erstrecken kann:
- Unterschiedlicher Begriffsinhalt bei gleichzeitig unterschiedlicher Bewertung: wie in Diktatur oder Parteilichkeit,
- unterschiedlicher Begriffsinhalt bei gleicher Bewertung: wie in Freiheit oder Demokratie,
- gleicher oder annähernd gleicher Begriffsinhalt bei unterschiedlicher Bewertung: wie in Kommunismus oder Revolution.

Diese Begriffe hatten in beiden deutschen Wirtschaftssystemen verschiedene Denotationen und/oder Konnotationen.

## Inhalt im Recht
Die normlogische Schule der Rechtswissenschaft versteht unter „Rechtsinhalt“ das ontisch-kausale Sein im Gegensatz zum axiologischen Sollen, das sich auf das Sein bezieht. Diese Terminologie ist allerdings nicht ganz zutreffend; denn das ontisch-kausale Sein ist niemals mit dem Rechtsinhalt identisch, es kann ihm allenfalls entsprechen.
In der Rechtswissenschaft sind Form und Rechtsinhalt wesentliche Kriterien für die Rechtswirksamkeit. Die Rechtswissenschaft befasst sich mit der Auslegung von Inhalten der Rechtsnormen, Verträge und Willenserklärungen, wenn ihr Sinn nicht eindeutig ist. Die Rechtssubjekte und der Gesetzgeber sind deshalb verpflichtet, Inhalte (Rechtssätze) so zu formulieren, dass sie unzweifelhaft und umfassend für Dritte den Willen wiedergeben. Ein Rechtsinhalt erweist sich als nicht umfassend, wenn Gesetzes- oder Vertragslücken vorhanden sind. Der Inhaltsirrtum beschreibt Willensmängel, bei denen der Erklärende subjektiv eine fehlerhafte Vorstellung vom objektiven (gegebenenfalls durch Auslegung zu ermittelnden) Inhalt oder der Tragweite der von ihm abgegebenen Willenserklärung hat. Allgemeine Geschäftsbedingungen unterliegen nach den §§ 307 bis § 309 BGB einer Inhaltskontrolle durch die Gerichte, die die Klauseln dieser Vertragsbedingungen im Streitfall untersuchen.
Von besonderer Bedeutung für Verbraucher ist der Inhalt der Packungsbeilagen, Gebrauchsanleitungen, Inhaltsangaben oder Inhaltsverzeichnisse.

## Kontrolle von Inhalten
Insbesondere bei Stoffen, die auf Gesundheit oder Umwelt schädlich sein können, ist sicherzustellen, dass Inhalte nicht unkontrolliert entweichen. Beim Transport von Gefahrgut müssen dafür besondere Vorkehrungen getroffen werden. Ist die Verpackung beispielsweise durch ein Loch beschädigt oder durchlässig, so dass der Inhalt austreten kann, spricht man bei größeren Systemen auch von einem Leck. Die Abgabe von Inhaltsstoffen kann allerdings zum Beispiel bei Arzneimitteln auch gewollt erfolgen.
Auch bei Informationen kann eine Kontrolle der Inhalte gewollt (Zensur, Datenschutz) oder nicht gewollt (Informationsfreiheit, Auskunftspflicht) sein. Vor allem bei nicht-physischen Inhalten lässt sich die Frage stellen, ob Eigentumsrecht in Form von immateriellen Monopolrechten (geistiges Eigentum) an ihnen geltend gemacht werden können oder nicht. Dort, wo Inhalte in allgemeiner Form Teil der Rechtsprechung sein können, muss in Gesetzen klar geregelt werden, was als Inhalt zu verstehen ist und was nicht. Im bundesdeutschen Gesetz über die Nutzung von Telediensten (TDG) werden unter Inhalten beispielsweise alle Daten verstanden, die beim Nutzer eines Teledienstes ankommen, außer denen, die mit dem Übertragungsvorgang an sich zusammenhängen.

## Inhaltsanalyse und -kennzeichnung
Inhaltsanalysen sind eine wissenschaftliche Forschungsmethode und helfen bei der Auswertung von mehr oder weniger komplexen Sachverhalten. Es handelt sich um eine empirische Methode zur systematischen, intersubjektiv nachvollziehbaren Beschreibung inhaltlicher und formaler Merkmale von Informationen. Insbesondere in den Kommunikations- und Medienwissenschaften bedient man sich der Inhaltsanalyse, aber auch die Psychologie (Auswertung von Testprotokollen), Psychiatrie (Analyse von Patienteninterviews) oder Sozialpsychologie (Lesbarkeit) wenden sie an.
Teilweise lassen sich bereits Schlüsse von der äußeren Form eines Behälters (z. B. einer Verpackung) oder von einer Bezeichnung auf den eigentlichen Inhalt ziehen. Dies kann allerdings auch zu Fehlschlüssen führen. Beispielsweise soll mit Mogelpackungen ein anderer Inhalt vorgegaukelt werden.
Zur Kennzeichnung von Inhalten dienen Metadaten, also Informationen über den Inhalt. Beispiele hierfür sind Beipackzettel und Inhaltsverzeichnisse, die die einzelnen Bestandteile eines Stoffes auflisten. Inhaltsstoffe können Wirkstoffe sein, also Substanzen, die auf einen Organismus eine spezifische Wirkung ausüben. Die Internationale Nomenklatur für kosmetische Inhaltsstoffe regelt die korrekte Angabe der Inhaltsstoffe bei Kosmetika.

### Lebensmittel
Die Lebensmittelchemie befasst sich unter anderem mit der stofflichen Inhaltsanalyse von Lebensmitteln, um deren Inhaltsstoffe zu ermitteln.
Angabepflichten durch die Hersteller ergeben sich für Lebensmittel aus der EU-Lebensmittelinformationsverordnung. Als Inhaltsstoffe gelten im Lebensmittelrecht jene Zutaten, die gemäß Art. 2 Abs. 2f Verordnung (EU) Nr. 1169/2011 des Europäischen Parlaments und des Rates vom 25. Oktober 2011 in einer Zutatenliste aufzuführen sind.